# نزاع‌های زبان‌شناختی
نزاع‌های زبان‌شناختی به مجموعه‌ای از بحث‌های علمی بین نوام چامسکی و معنی‌شناسان زایشی گفته می‌شود که در دهه‌های ۱۹۶۰ و ۱۹۷۰ صورت گرفت. زبان‌شناسی شناختی حاصل نزاع‌های زبان‌شناختی میان معنی‌شناسان زایشی و طرفداران چامسکی‌ست. دو تن از معنی‌شناسان زایشی یعنی جرج لیکاف و رونالد لانگاکر در ادامه به این نتیجه رسیدند که نگرش به نظریه زبان‌شناسی باید از ریشه تغییر کند و بنیاد مطالعات زبانی باید بر اساس معنی و توجه به قوای شناختی انسان باشد. آنها با نگرش تعبیری به معنی مخالف بودند و بررسی معنای زبانی را بر اساس معنی‌شناسی صدق و کذب و مؤلفه‌های معنایی نادرست می‌دانستند. در زبان‌شناسی شناختی، درست برعکس دیدگاه صورت‌گرایی، معنی اصل و صورت فرع است.